# 노대현
노대현(盧大鉉, 1964년 6월 23일 ~ )은 대한민국의 제9대 전라남도 담양군의원이다. 전라남도 담양군 고서면 출신이다.

## 학력
- 고서국민학교 졸업
- 담양고서중학교 졸업
- 금호고등학교 졸업
- 광주대학교 경상대학 무역학과 졸업

## 경력
- 전방군제 노동조합위원장
- 고서초등학교 48회 동창회장
- 고서초등학교 운영위원장
- 고서면 청년회 회장
- 고서면 주민자치회 위원장
- 담양교육지원청 제1기 청죽골 교육기부 홍보대사
- 담양 지명천년 기념사업 추진위원회 위원
- 담양군 주민자치예산심의위원
- 담양군 정책자문위원
- 민주평화통일자문회의 담양군 위원회 제18·19기 자문위원
- 더불어민주당 고서면 대표 협의회장
- 더불어민주당 이개호 국회의원 특별보좌관
- 더불어민주당 전국중앙대의원
- 담양군 체육회 이사
- 담양군 궁도협회 회장 겸 담양총무정 사두
- 한국농어촌공사 담양지사 대의원
- 담양군 청소년 지도협의회 위원
- (사)고서면 발전협의회 이사장
- 고서면 농어촌기초거점활성화사업 추진위원장
- 사회보장협의체 위원
- 고서면 중앙봉사회 회원
- 국경없는 의사회 회원
- 굿네이버스 회원
- 2025.04 ~ 제9대 전라남도 담양군의회 의원
- 2025.04 ~ 제9대 전라남도 담양군의회 후반기 자치행정위원회 위원
- 2025.04 ~ 제9대 전라남도 담양군의회 후반기 윤리특별위원회 위원
- 2025.04 ~ 제9대 전라남도 담양군의회 후반기 예산결산특별위원회 위원

## 수상
- 담양군수상 봉사상
- 담양군의회 의장상 2회 봉사상
- 담양군노인회장상
- 더불어민주당 표창장 2급 포상
- 전라남도 도지사 표창 96회 전국체전지도자상
- 라이온스협회 355B1 지구 총재상 봉사상
- 국회의원상 수상 2회 봉사상

## 역대 선거 결과
|  | 24.17% |

|  | 0% |